# Johanna Ulfvarson

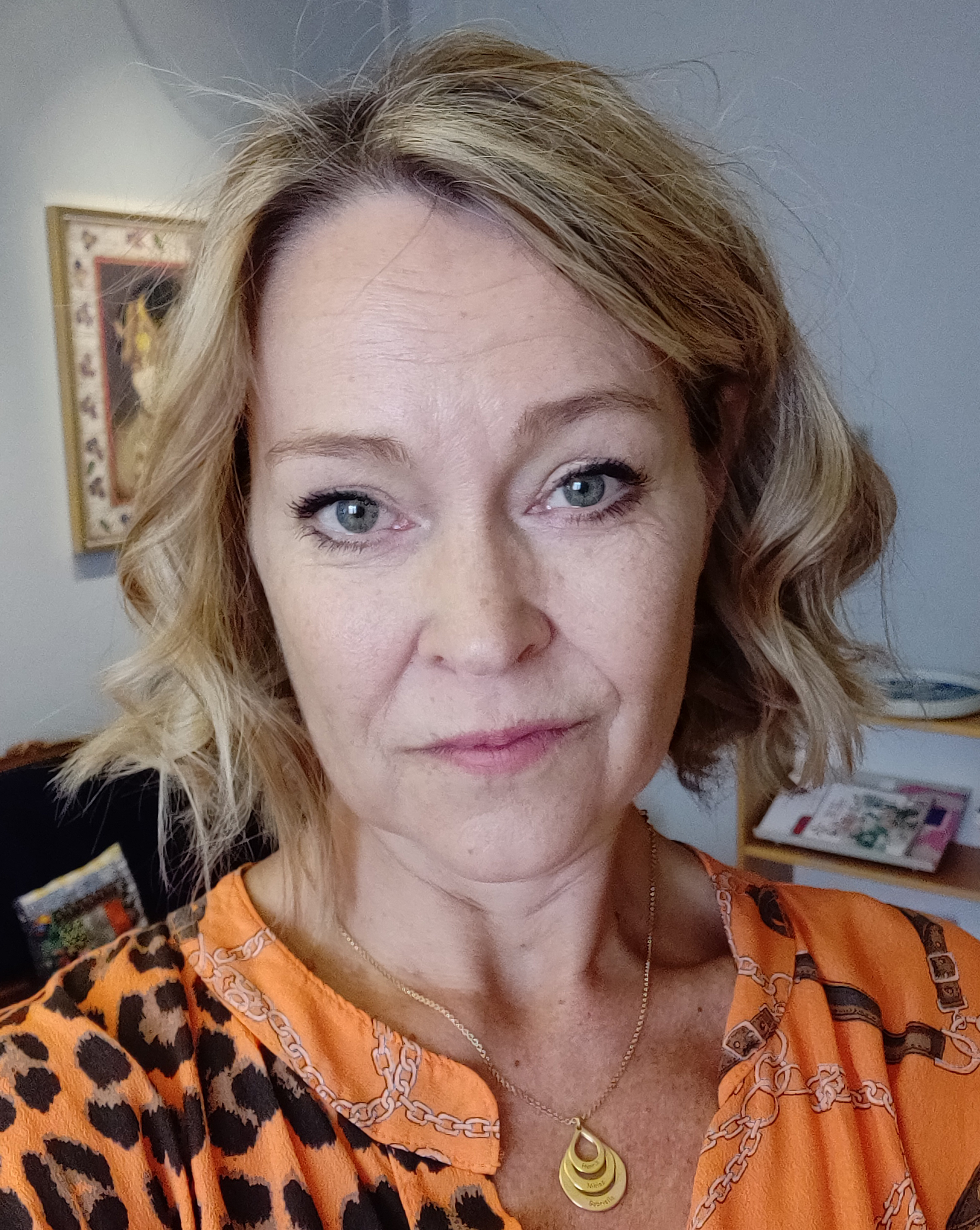
Johanna Ulfvarson 2019.

Karin Johanna Ulfvarson, född 22 juni 1965 i Stockholm, är en svensk sjuksköterska och docent i vårdvetenskap.

## Biografi
Johanna Ulfvarson har en examen som specialistsjuksköterska. Hon disputerade 2004 i vårdvetenskap på en avhandling med inriktning på klinisk farmakologi, om hälsoproblem hos äldre personer orsakade av deras medicinering. Hon blev då docent vid Karolinska institutet, där hon forskat om olika aspekter på läkemedelsanvändning och biverkningar och hur detta påverkar den sköra individen.
Hon har forskat inom ämnet vårdpedagogik och då i synnerhet klinisk examination, där hon drivit utvecklingen av BeVut, Bedömning i Verksamhetsförlagd utbildning. BeVut har (2020) kommit till användning på flera sjuksköterskeprogram och specialistutbildningar.
Ulfvarson är senior rådgivare och internationell samordnare vid e-Hälsomyndigheten. Hon har tidigare varit Head of customer success and implementation vid Geras Solutions. Dessförinnan var hon sakkunnig och senior rådgivare hos Svensk Sjuksköterskeförening, SSF. Dessutom har hon varit studierektor för forskarutbildningen på Sophiahemmet Högskola och programledare inom hälsa på Verket för innovationssystem (även känt som Vinnova), med ansvar för program inom life science.
Ulfvarsons vetenskapliga publicering har (2024) enligt Google Scholar närmare 900 citeringar och ett h-index på 17.